# Diogo Dias
Diogo Dias (noto anche come Diogo Gomes; nato prima del 1450 – morto dopo il 1500) è stato un navigatore portoghese.
I dati storici sulla sua vita sono in parte controversi. Si sa che partecipò nell'agosto del 1487 a una spedizione del fratello Bartolomeu Dias, doppiando il Capo di Buona Speranza; che al seguito di Antonio da Noli scoprì alcune delle isole di Capo Verde; e che con Vasco da Gama partecipò alla scoperta della rotta dal Portogallo all'India. Fu messo a capo dell'insediamento commerciale portoghese a Calcutta; imprigionato per volere delle autorità locali, riuscì a fuggire.
Gran parte delle altre imprese note di Dias avvennero in un periodo successivo, in cui fu comandante di una delle navi della flotta di Pedro Álvares Cabral. Al seguito di Cabral viaggiò prima verso l'India e poi partecipò alla scoperta del Brasile nell'aprile del 1500. Sempre durante il periodo con Cabral, nell'estate del 1500, nei pressi del Capo di Buona Speranza, la sua nave subì una fortuita deviazione a causa del maltempo, venendo separata dal resto della flotta. Nei mesi successivi, mentre cercava di rientrare verso il Mozambico, Dias avvistò l'isola di Mauritius, l'isola di Réunion e il Madagascar (che egli battezzò "San Lorenzo" perché l'avvistamento avvenne il 10 agosto).